# Monumento alle navi affondate
Il Monumento alle Navi Affondate (en ucraino Пам'ятник затопленим кораблям, in russo Памятник затопленным кораблям?) è il simbolo della città di Sebastopoli. Ubicato nell'omonima baia, è stato disegnato per Amandus Adamson e costruito per Valentín Feldmann nel 1905.

## Storia
Il monumento è stato eretto nel 1905 in onore del 50º anniversario dell'Assedio di Sebastopoli, durante la Guerra di Crimea, nella quale andarono distrutti molti velieri russi, alcuni dei quali facenti parte della Flotta del Mare Nero.

## Il simbolo della città
Il 12 febbraio 1969, il monumento è stato incluso nello scudo di Sebastopoli, e il 12 aprile 2000 nella bandiera della città.
| Il monumento nello scudo della città. | Lo scudo del Raion di Lenin. | Moneta d'argento commemorativa ucraina per il centenario dell'assedio di Sebastopoli. |

| Francobollo sovietico per il centenario dell'assedio di Sebastopoli. | Cartolina postale "Città Eroica di Sebastopoli" dell'Unione Sovietica. | Stampa ucraina con lo stemma della città. | Stampa russa per i 225 anni della Flotta del Mar Nero. |